# فیلم‌شناسی لیام نیسون
لیام نیسون بازیگر ایرلندی اهل ایرلند شمالی است که با بازی تحسین‌شده‌اش در فهرست شیندلر برنده اسکار سال ۱۹۹۳ از استیون اسپیلبرگ به شهرت رسید. او پس از آن در تعدادی فیلم موفق دیگر از جمله جنگ ستارگان: قسمت اول – تهدید شبح، ربوده‌شده، مایکل کولینز، بینوایان، بتمن آغاز می‌کند، کینزی، برخورد تایتان‌ها و مجموعه‌های داستان‌های نارنیا بازی کرد. او نامزد جوایز متعددی از جمله جایزه اسکار بهترین بازیگر مرد، جایزه بافتا برای بهترین بازیگر نقش اول مرد و سه جایزه گلدن گلوب بهترین بازیگر مرد در فیلم درام شده‌است. مجله امپایر نیسون را در میان «۱۰۰ ستارهٔ جذاب تاریخ سینما» و «۱۰۰ ستارهٔ برتر سینمای تمام دوران» قرار داده‌است.

## فیلم
| سال   | عنوان                                           | نقش                          | یادداشت                                        |
| ----- | ----------------------------------------------- | ---------------------------- | ---------------------------------------------- |
| ۱۹۷۸  | سیر و سلوک زائر                                 | کشیش/ عیسی                   |                                                |
| ۱۹۸۱  | کریستیانا                                       | گریت‌هارت                     |                                                |
| ۱۹۸۱  | اکس‌کالیبور                                      | گاواین                       |                                                |
| ۱۹۸۳  | کرول                                            | کیگان                        |                                                |
| ۱۹۸۴  | باونتی                                          | چارلز چرچیل                  |                                                |
| ۱۹۸۵  | لمب                                             | مایکل لمب                    |                                                |
| ۱۹۸۵  | بی‌گناه                                          | جان کارنز                    |                                                |
| ۱۹۸۶  | نیروی دلتا                                      | تکاور دلتا فورس              | حضور افتخاری                                   |
| ۱۹۸۶  | مأموریت                                         | پدر جان فیلدینگ              |                                                |
| ۱۹۸۶  | دوئت برای یکی                                   | تکان خوردن                   |                                                |
| ۱۹۸۷  | مظنون                                           | کارل اندرسون                 |                                                |
| ۱۹۸۷  | نیایش برای مرگ                                  | لیام دوچرتی                  |                                                |
| ۱۹۸۸  | رضایت                                           | مارتین فالکون                |                                                |
| ۱۹۸۸  | ارواح والا                                      | مارتین بروگان                |                                                |
| ۱۹۸۸  | استخر مرده                                      | پیتر سوان                    |                                                |
| ۱۹۸۸  | مادر خوب                                        | لئو کاتر                     |                                                |
| ۱۹۸۹  | نزدیک‌ترین خویشاوند                              | بریار گیتس                   |                                                |
| ۱۹۹۰  | مرد تاریکی                                      | پیتون وست لیک / دارکمن       |                                                |
| ۱۹۹۰  | مرد بزرگ                                        | دنی اسکولرز                  |                                                |
| ۱۹۹۱  | تحت سوءظن                                       | تونی آرون                    |                                                |
| ۱۹۹۲  | در امتداد درخشش                                 | فرانتس اتو دیتریش            |                                                |
| ۱۹۹۲  | زن و شوهرها                                     | مایکل گیتس                   |                                                |
| ۱۹۹۲  | جهش ایمان                                       | کلانتر ویل براورمن           |                                                |
| ۱۹۹۳  | اتان فروم                                       | اتان فروم                    |                                                |
| ۱۹۹۳  | روبی کایرو                                      | دکتر فرگوس بره               |                                                |
| ۱۹۹۳  | فهرست شیندلر                                    | اسکار شیندلر                 |                                                |
| ۱۹۹۴  | نل                                              | دکتر جروم 'جری' لاول         |                                                |
| ۱۹۹۵  | راب روی                                         | راب روی مک گرگور             |                                                |
| ۱۹۹۶  | قبل و بعد                                       | بن رایان                     |                                                |
| ۱۹۹۶  | مایکل کولینز                                    | مایکل کولینز                 |                                                |
| ۱۹۹۸  | اورست                                           | راوی                         | صدا؛ فیلم مستند                                |
| ۱۹۹۸  | بینوایان                                        | ژان والژان                   |                                                |
| ۱۹۹۹  | جنگ ستارگان: قسمت اول – تهدید شبح               | کوای‌گان جین                  |                                                |
| ۱۹۹۹  | تسخیرشده                                        | دکتر دیوید مارو              |                                                |
| ۲۰۰۰  | دستپاچه                                         | چارلی مایو، مأمور DEA        |                                                |
| ۲۰۰۰  | استقامت                                         | راوی                         | صدا؛ فیلم مستند                                |
| ۲۰۰۲  | جنگ ستارگان: قسمت دوم – حمله کلون‌ها             | کوای‌گان جین (صدا)            | نقش کوچک ذکرنشده                               |
| ۲۰۰۲  | کی-۱۹: ویدومیکر                                 | کاپیتان میخائیل پولنین       |                                                |
| ۲۰۰۲  | دارودسته‌های نیویورکی                            | کشیش والون                   |                                                |
| ۲۰۰۳  | در واقع عشق                                     | دانیال                       |                                                |
| ۲۰۰۳  | ماجراجویی صخره مرجانی                           | راوی                         | صدا؛ فیلم مستند                                |
| ۲۰۰۴  | کینزی                                           | آلفرد کینزی                  |                                                |
| ۲۰۰۵  | قلمرو بهشت                                      | گادفری ایبلین                |                                                |
| ۲۰۰۵  | بتمن آغاز می‌کند                                 | هانری دوکار / رأس‌الغول       |                                                |
| ۲۰۰۵  | صبحانه در پلوتون                                | پدر لیام                     |                                                |
| ۲۰۰۵  | سرگذشت نارنیا: شیر، کمد و جادوگر                | اصلان (صدا)                  |                                                |
| ۲۰۰۶  | خانه                                            | خودش                         | فیلم مستند                                     |
| ۲۰۰۷  | سرافیم فالز                                     | سرهنگ مورسمن کارور           |                                                |
| ۲۰۰۸  | سرگذشت نارنیا: شاهزاده کاسپین                   | اصلان (صدا)                  |                                                |
| ۲۰۰۸  | مرد دیگر                                        | پیتر                         |                                                |
| ۲۰۰۸  | ربوده‌شده                                        | برایان میلز                  |                                                |
| ۲۰۰۹  | پنج دقیقه از بهشت                               | آلیستر لیتل                  |                                                |
| ۲۰۰۹  | پونیو روی صخره کنار دریا                        | فوجیموتو                     | صداپیشه (دوبله انگلیسی، نسخه اصلی ژاپنی: ۲۰۰۸) |
| ۲۰۰۹  | پس از زندگی                                     | الیوت دیکن                   |                                                |
| ۲۰۰۹  | کلویی                                           | دیوید استوارت                |                                                |
| ۲۰۱۰  | برخورد تایتان‌ها                                 | زئوس                         |                                                |
| ۲۰۱۰  | تیم آ                                           | جان «هانیبال» اسمیت          |                                                |
| ۲۰۱۰  | سرگذشت نارنیا: سفر کشتی سپیده‌پیما               | اصلان (صدا)                  |                                                |
| ۲۰۱۰  | سه روز آینده                                    | دیمون پنینگتون               |                                                |
| ۲۰۱۰  | وحشی‌ترین رویا                                   | راوی                         | صدا؛ فیلم مستند                                |
| ۲۰۱۱  | ناشناس                                          | دکتر مارتین هریس             |                                                |
| ۲۰۱۲  | خاکستری                                         | جان اوتوی                    |                                                |
| ۲۰۱۲  | خشم تایتان‌ها                                    | زئوس                         |                                                |
| ۲۰۱۲  | کشتی جنگی                                       | دریاسالار ترنس شین           |                                                |
| ۲۰۱۲  | شوالیه تاریکی برمی‌خیزد                          | هانری دوکار / رأس الغول      | نقش کوچک                                       |
| ۲۰۱۲  | ربوده‌شده ۲                                      | برایان میلز                  |                                                |
| ۲۰۱۳  | شخص سوم                                         | مایکل لیری                   |                                                |
| ۲۰۱۳  | کومبا                                           | فانگو                        | صدا                                            |
| ۲۰۱۳  | گوینده ۲: افسانه ادامه دارد                     | هیستوری روزنامه‌نگار          | نقش کوچک                                       |
| ۲۰۱۴  | عملیات آجیلی                                    | راکون                        | صدا                                            |
| ۲۰۱۴  | فیلم لگو                                        | پلیس بد / پلیس خوب           | صدا                                            |
| ۲۰۱۴  | پیامبر                                          | مصطفی                        | صدا                                            |
| ۲۰۱۴  | بدون توقف                                       | بیل مارکز                    |                                                |
| ۲۰۱۴  | یک میلیون راه برای مردن در غرب                  | کلینچ چرم چوب                |                                                |
| ۲۰۱۴  | قدم زدن میان قبرها                              | متیو اسکادر                  |                                                |
| ۲۰۱۴  | عاشق طبیعت باش                                  | راوی                         | صدا؛ فیلم مستند                                |
| ۲۰۱۴  | جاده                                            | راوی                         | صدا؛ فیلم مستند                                |
| ۲۰۱۴  | ربوده‌شده ۳                                      | برایان میلز                  |                                                |
| ۲۰۱۵  | فرار در سراسر شب                                | کانلون جیمی گورکن            |                                                |
| ۲۰۱۵  | دارودسته                                        | خودش                         | نقش کوچک                                       |
| ۲۰۱۵  | تد ۲                                            | مشتری                        | نقش کوچک                                       |
| ۲۰۱۵  | یک ستاره کریسمس                                 | گوینده / دی جی رادیو         | صدا                                            |
| ۲۰۱۶  | شکارچی: جنگ زمستان                              | راوی                         | صدا؛ ذکرنشده                                   |
| ۲۰۱۶  | عملیات کرومیت                                   | داگلاس مک‌آرتور               |                                                |
| ۲۰۱۶  | هیولایی فرا می‌خواند                             | هیولا / پدربزرگ کانر         | صدا؛ همچنین ضبط حرکت نام او ذکرنشده            |
| ۲۰۱۶  | سکوت                                            | پدر روحانی کریشتاوائو فیریرا |                                                |
| ۲۰۱۷  | مارک فلت: مردی که کاخ سفید را به خاک سیاه نشاند | مارک فلت                     |                                                |
| ۲۰۱۷  | خونه بابا ۲                                     | بازیگر در یدک‌کش موشک         | صدا؛ نقش کوچک                                  |
| ۲۰۱۸  | مسافر همیشگی                                    | مایکل مک کاولی               |                                                |
| ۲۰۱۸  | آخرین اسب‌سواران نیویورک                         | خودش                         | فیلم مستند                                     |
| ۲۰۱۸  | تصنیف باستر اسکراگز                             | امپرساریو                    |                                                |
| ۲۰۱۸  | بیوه‌ها                                          | هری رالینگ                   |                                                |
| ۲۰۱۹  | تعقیب سرد                                       | نلسون «نلز» کاکسمن           |                                                |
| ۲۰۱۹  | مردان سیاه‌پوش: بین‌المللی                        | های‌تی                        |                                                |
| ۲۰۱۹  | عشق معمولی                                      | تام تامپسون                  |                                                |
| ۲۰۱۹  | جنگ ستارگان: خیزش اسکای‌واکر                     | کوای‌گان جین (صدا)            | نقش کوتاه                                      |
| ۲۰۲۰  | ساخت ایتالیا                                    | رابرت فاستر                  |                                                |
| ۲۰۲۰  | دزد صادق                                        | تام کارتر / تام دولان        |                                                |
| ۲۰۲۱  | تیرانداز                                        | جیم هانسون                   |                                                |
| ۲۰۲۱  | جاده یخی                                        | مایک مک کان                  |                                                |
| ۲۰۲۲  | صاعقه سیاه                                      | تراویس بلاک                  |                                                |
| ۲۰۲۲  | حافظه                                           | الکس لوئیس                   |                                                |
| ۲۰۲۲  | مارلو                                           | فیلیپ مارلو                  |                                                |
| ۲۰۲۳  | کیفر                                            | مت ترنر                      |                                                |
| ۲۰۲۳  | در سرزمین مقدسین و گناهکاران                    | فینبار مورفی                 |                                                |
| ۲۰۲۳  | گربه وحشی                                       | پدر فلین                     |                                                |
| ۲۰۲۴  | آمرزش                                           |                              |                                                |
| ۲۰۲۵  | سلاح عریان                                      | فرانک دربین جونیور           | آماده اکران                                    |
| آینده | سردخانه                                         | رابرت کوین                   | تکمیل                                          |
| آینده | جاده یخی ۲: جاده‌ای به آسمان                     | مایک مک‌کان                   | پس‌تولید                                        |
| آینده | هتل تهران                                       | لاری                         | پس‌تولید                                        |
| آینده | ۴ بچه وارد بانک می‌شوند                          | دنی                          | پس‌تولید                                        |
| آینده | مانگوس                                          | رایان "نیش" فلانگان          | فیلمبرداری                                     |

## تلویزیون
| سال     | عنوان                        | نقش                    | یادداشت‌ها                                                 |
| ------- | ---------------------------- | ---------------------- | --------------------------------------------------------- |
| ۱۹۷۸    | نمایش امروز                  | درمونت                 | قسمت: «Dinner at the Sporting Club»                       |
| ۱۹۸۰    | نمایشگاه بی‌بی‌سی ۲            | آهنگر                  | قسمت: «My Dear Palestrina»                                |
| ۱۹۸۴    | جزیره الیس                   | کوین موری              | ۳ قسمت                                                    |
| ۱۹۸۵    | زن ثروتمند                   | بلکی اونیل             | ۳ قسمت                                                    |
| ۱۹۸۵    | مرلین و شمشیر                | گراک                   | فیلم تلویزیونی                                            |
| ۱۹۸۶    | اگر فردا بیاید               | کارشناس آندره تریگنت   | ۲ قسمت                                                    |
| ۱۹۸۶    | پلیس میامی                   | شان کارون              | قسمت: «When Irish Eyes Are Crying»                        |
| ۱۹۸۷    | رویایت را نگه‌دار             | بلکی اونیل             | قسمت #۱٫۱                                                 |
| ۱۹۸۷    | سوگند به سکوت                | وینسنت کولی            | فیلم تلویزیونی                                            |
| ۱۹۸۸    | پرده دو                      | مارتین پری             | قسمت: «Sweet as You Are»                                  |
| ۱۹۹۶    | جنگ بزرگ و شکل‌گیری قرن بیستم | جان لوسی / آدولف هیتلر | صدا؛ ۳ قسمت                                               |
| ۲۰۰۰    | امپراتوری‌ها: یونانیان        | راوی                   | صدا؛ ۳ قسمت                                               |
| ۲۰۰۱    | تکامل                        | راوی                   | صدا؛ ۸ قسمت                                               |
| ۲۰۰۲    | کودکان آزادی                 | جان پل جونز            | صدا؛ قسمت: «Not Yet Begun to Fight»                       |
| ۲۰۰۲    | مارتین لوتر                  | راوی                   | صدا؛ قسمت دوم، فیلم مستند                                 |
| ۲۰۰۴    | پاتریک                       | راوی                   | صدا؛ مستند تلویزیونی                                      |
| ۲۰۰۴–۱۴ | پخش زنده شنبه شب             | خودش                   | ۳ قسمت                                                    |
| ۲۰۰۵    | سیمپسون‌ها                    | پدر شان                | صدا؛ قسمت: «پدر، پسر و ستاره مهمان مقدس»                  |
| ۲۰۱۰    | سی بزرگ                      | مرد زنبور عسل          | قسمت: «Everything That Rises Must Converge»               |
| ۲۰۱۱    | زندگی خیلی کوتاه است         | خودش                   | قسمت # ۱٫۱                                                |
| ۲۰۱۱–۱۸ | برنامه گراهام نورتون         | خودش/مهمان             | ۴ قسمت                                                    |
| ۲۰۱۱–۱۴ | جنگ‌های کلون                  | کوای‌گان جین            | صدا؛ ۳ قسمت                                               |
| ۲۰۱۲    | کلید و پوست                  | خودش                   | قسمت # ۲٫۳                                                |
| ۲۰۱۴–۱۵ | فمیلی گای                    | خودش                   | صدا؛ قسمت‌ها: «برایان یک پدر بد است» , «مبارزه با ایرلندی» |
| ۲۰۱۴    | کشیش                         | خداوند                 | ذکرنشده؛ قسمت #۳٫۵                                        |
| ۲۰۱۴    | حیات وحش ژاپن: میمون‌های برفی | راوی                   | صدا؛ مستند تلویزیونی                                      |
| ۲۰۱۶    | ۱۹۱۶: شورش ایرلند            | راوی                   | صدا؛ ۳ قسمت                                               |
| ۲۰۱۶    | خودمانی با ایمی شومر         | دان چیدل               | قسمت: «Welcome to the Gun Show»                           |
| ۲۰۱۶    | دریم کورپ                    | شیطان شیطان            | صدا؛ قسمت: «The Leak»                                     |
| ۲۰۱۷    | در واقع روز بینی سرخ         | دانیال                 | فیلم کوتاه تلویزیونی                                      |
| ۲۰۱۷    | اورویل                       | جهاووس دورهل           | ذکرنشده؛ قسمت: «If the Stars Should Appear»               |
| ۲۰۲۲    | دختران دری                   | رئیس پلیس بایرز        | قسمت: «شب قبل»                                            |
| ۲۰۲۲    | آتلانتا                      | لیام نیسون             | قسمت: «نیو جاز»                                           |
| ۲۰۲۲    | اوبی-وان کنوبی               | کوای-گان جین           | حضور افتخاری                                              |
| ۲۰۲۲    | حکایات جدای                  | کوای-گان جین           | صداپیشه                                                   |

## تئاتر
| سال     | عنوان       | نقش         | مکان                          |
| ------- | ----------- | ----------- | ----------------------------- |
| ۱۹۹۲–۹۳ | آنا کریستی  | مت برک      | شرکت تئاتر رانداباوت، برادوی  |
| ۱۹۹۸    | بوسه یهودا  | اسکار وایلد | تئاتر آلمیدا، لندن            |
| ۲۰۰۱–۰۲ | بوته آزمایش | جان پراکتور | تماشاخانه آگوست ویلسن، برادوی |

## بازی‌های ویدیویی
| سال  | عنوان                         | نقش                           | یادداشت‌ها       |
| ---- | ----------------------------- | ----------------------------- | --------------- |
| ۲۰۰۵ | لگو جنگ ستارگان: بازی ویدئویی | کوای‌گان جین (صدا)             | ذکرنشده         |
| ۲۰۰۵ | بتمن آغاز می‌کند               | هانری دوکار / راس الغول (صدا) |                 |
| ۲۰۰۸ | فال‌اوت ۳                      | جیمز (صدا)                    | همچنین ضبط حرکت |
| ۲۰۱۴ | بازی ویدیویی فیلم لگو         | پلیس خوب / پلیس بد (صدا)      |                 |
| ۲۰۱۵ | ابعاد لگو                     |                               |                 |

## کتاب صوتی
| سال  | عنوان               | نقش        | یادداشت‌ها |
| ---- | ------------------- | ---------- | --------- |
| ۲۰۰۹ | قطار سریع‌السیر قطبی | شیوه روایت | سی‌دی صوتی |